# Miłość przez wieki się nie zmienia
Miłość przez wieki się nie zmienia – utwór z repertuaru zespołu Skaldowie, skomponowany przez Konrada Ratyńskiego do tekstu krakowskiej poetki Ewy Lipskiej. Jest to pierwsza w repertuarze zespołu kompozycja basisty, a także pierwsza piosenka, w której śpiewa on główną partię wokalną. Po raz pierwszy Skaldowie nagrali utwór podczas sesji w niemieckim radiu w Berlinie, w listopadzie 1973 roku. Zarejestrowano wówczas również wersję z niemieckim tekstem. Piosenka została nagrana powtórnie w Polsce, w studiu Polskich Nagrań „Muza”, w lipcu 1976 roku, i trafiła na album „Stworzenia świata część druga”.
Utwór rozpoczyna wysoki ton organów Hammonda, do którego przyłącza się narastające tremolo skrzypiec, po czym perkusyjne przejście wprowadza skomplikowany melodycznie i harmonicznie motyw poprzedzający zwrotkę, którego linię melodyczną prowadzi falsetowa wokaliza Ratyńskiego. Wraz z nadejściem pierwszej zwrotki utrwalona zostaje tonacja fis-moll. Przez pierwsze osiem taktów partii wokalnej w wykonaniu kompozytora towarzyszy tylko akompaniament organów i rozłożonych gitarowych akordów, następnie przyłączają się partie gitary basowej, skrzypiec i perkusji. W refrenie powtórzona zostaje melodia zwrotki, jednak wzbogaca ją chóralny kontrapunkt w wykonaniu braci Zielińskich, oraz bardziej dynamiczny, rockowy akompaniament sekcji rytmicznej. Po refrenie powtórzony zostaje początkowy motyw z wokalizą, po którym zaś następuje druga zwrotka. Tym razem śpiewowi Ratyńskiego towarzyszy jedynie tło organów Hammonda, których brzmienie, z wykorzystaniem dużego pogłosu, przywodzi na myśl muzykę kościelną. Następnie powtórzony zostaje refren, po którym solo na skrzypcach wykonuje Jacek Zieliński. Na koniec ponownie rozbrzmiewa refren, jednak w modulacji do tonacji g-moll, oraz uzupełniony o przygrywki gitary solowej. Utwór kończy się wyciszeniem powtarzanej dominanty D-dur.

## Muzycy, biorący udział w nagraniu[3]
- Andrzej Zieliński – organy Hammonda, fortepian, chórki;
- Konrad Ratyński – gitara basowa, śpiew, chórki;
- Jacek Zieliński – skrzypce elektryczne, chórki;
- Jerzy Tarsiński – gitara;
- Jan Budziaszek – perkusja;